# Van Etten (hrabstwo Chemung)
Van Etten – wieś w Stanach Zjednoczonych, w stanie Nowy Jork, w hrabstwie Chemung.